# Мерод, Виллем де
Виллем де Мерод (нидерл. Willem de Mérode, собственно Willem Eduard Keuning; 2 сентября 1887, Спейк, Гронинген — 22 мая 1939, Эрбек, Гелдерланд) — нидерландский поэт.

## Биография
Вырос в кальвинистской семье, учился в Гронингене. Писать начал в 15 лет, дебютировал в печати в 1911. Много лет работал учителем в городке Уйтхейзермеден (1907—1924). Был осужден по недоказанному обвинению в гомосексуализме, провел год в тюрьме. После этого жил одиночкой в деревне в центральной Голландии, много писал.
Скончался от стенокардии.

## Творчество
Автор религиозной лирики, сонетов, переложений псалмов. Испытал влияние китайской и арабской поэзии. Кроме псевдонима-маски, который взял в 1911 и под которым стал известен (избрал его в честь французской танцовщицы и натурщицы прекрасной эпохи Клео де Мерод), пользовался псевдонимами Joost van Keppel, Henri Hoogland, Jan Bos.
Переводил Омара Хайяма.

## Признание
- Рыцарь ордена Оранж-Нассау.